# Triángulo aritmético de Fibonacci
Es una ordenación triangular de números enteros impares que utilizó Fibonacci para demostrar la identidad {\displaystyle \,1^{3}+2^{3}+3^{3}+...+n^{3}=(1+2+3+...+n)^{2}}

## El triángulo
| 1   |     |     |     |     |     |     |     |     |     |     |
| 5   | 3   |     |     |     |     |     |     |     |     |     |
| 11  | 9   | 7   |     |     |     |     |     |     |     |     |
| 19  | 17  | 15  | 13  |     |     |     |     |     |     |     |
| 29  | 27  | 25  | 23  | 21  |     |     |     |     |     |     |
| 41  | 39  | 37  | 35  | 33  | 31  |     |     |     |     |     |
| 55  | 53  | 51  | 49  | 47  | 45  | 43  |     |     |     |     |
| 71  | 69  | 67  | 65  | 63  | 61  | 59  | 57  |     |     |     |
| 89  | 87  | 85  | 83  | 81  | 79  | 77  | 75  | 73  |     |     |
| 109 | 107 | 105 | 103 | 101 | 99  | 97  | 95  | 93  | 91  |     |
| ... | ... | ... | ... | ... | ... | ... | ... | ... | ... | ... |
| --- | --- | --- | --- | --- | --- | --- | --- | --- | --- | --- |

## La demostración
Fibonacci observó que cada k-ésima fila es una progresión aritmética cuyo valor medio es k². Por consiguiente, la suma de los k términos de la k-ésima fila es k ·k² = k³. La suma S de las primeras n filas consecutivas es {\displaystyle \,S=1^{3}+2^{3}+3^{3}+...+n^{3}}. Además Fibonacci conocía un resultado que la leyenda atribuye a Pitágoras: la suma de los primeros m enteros impares es igual a m². De esta forma {\displaystyle \,S=(1+2+3+...+n)^{2}} porque en las primeras k filas hay 1 + 2 + 3 + ... + k números enteros impares.

## Propiedades elementales del triángulo de Fibonacci
- La k-ésima fila tiene k elementos.
- La suma de los elementos de la k-ésima fila es igual a k³.
- El menor número entero impar que forma parte de la k-ésima fila es igual a k² - (k - 1).
- El mayor número entero impar que está en la k-ésima fila es igual a k² + (k - 1).

## Identidades deducidas del triángulo
Conocemos la identidad {\displaystyle \,1+2+3+...+n={\frac {n^{2}+n}{2}}}, que se demuestra por inducción matemática en los cursos elementales de álgebra. También sabemos que {\displaystyle \,1^{3}+2^{3}+3^{3}+...+n^{3}=\left({\frac {n^{2}+n}{2}}\right)^{2}}.
La suma de cubos de números enteros hasta un valor arbitrario n-1 es {\displaystyle \,1^{3}+2^{3}+3^{3}+...+(n-1)^{3}=\left({\frac {\left(\,n-1\right)^{2}+\left(\,n-1\right)}{2}}\right)^{2}=\left({\frac {n^{2}-2\cdot n+1+n-1}{2}}\right)^{2}=\left({\frac {n^{2}-n}{2}}\right)^{2}}.
Evidentemente {\displaystyle \,n^{3}=\left(\,1^{3}+2^{3}+3^{3}+...+n^{3}\right)-\left(\,1^{3}+2^{3}+3^{3}+...+(n-1)^{3}\right)=\left({\frac {n^{2}+n}{2}}\right)^{2}-\left({\frac {n^{2}-n}{2}}\right)^{2}=}
{\displaystyle =\left({\frac {n^{2}+n}{2}}\right)^{2}-\left({\frac {(n-1)^{2}+(n-1)}{2}}\right)^{2}}.
La primera identidad deducida nos dice, entonces, que todo cubo es una diferencia de cuadrados, los cuadrados de dos números triangulares consecutivos cuyos órdenes son la raíz cúbica del cubo y ésta menos la unidad.
La segunda identidad es una generalización de verificación inmediata: {\displaystyle n^{2j-1}=\left({\frac {n^{j}+n^{j-1}}{2}}\right)^{2}-\left({\frac {n^{j}-n^{j-1}}{2}}\right)^{2}}. Cualquier potencia de exponente impar puede escribirse como una diferencia de cuadrados.
Aunque originalmente estas consideraciones fueron efectuadas para números enteros, las identidades deducidas valen en el campo real.